# Natàlia Júkova
Natàlia Oleksàndrivna Júkova (en ucraïnès: Наталія Олександрівна Жукова, nascuda a Dresden, Alemanya, el 5 de juny de 1979) és una jugadora d'escacs ucraïnesa, que té el títol de Gran Mestre Femení (WGM) des de 1996, i el de Gran Mestre (GM) des de maig de 2010, quan va depassar la barrera dels 2500 punts Elo. Des de ben petita ja va guanyar diversos títols per edats, tant de nivell europeu com mundial. Ha representat internacionalment l'equip femení d'Ucraïna des del 1996, quan tenia 17 anys, i va guanyar el campionat femení d'Ucraïna en el seu debut. Fou el primer tauler de l'equip d'Ucraïna campió a l'Olimpíada de Torí de 2006. Està casada amb el GM rus Aleksandr Grisxuk.
A la llista d'Elo de la FIDE del maig de 2020, hi tenia un Elo de 2338 punts, cosa que en feia la jugadora (femenina) número 7 d'Ucraïna, i el 131è millor jugador (absolut, en actiu) d'Ucraïna. El seu màxim Elo va ser de 2499 punts, a la llista de maig de 2010 (posició 919 al rànquing mundial absolut).

## Primers anys
Júkova va tenir grans èxits en edats infantils i juvenils. Tenia tot just 12 anys quan va fer el seu debut al Campionat d'Europa d'escacs de la joventut a Mamaia 1991, en què fou tercera-quarta en categoria Sub-12 femenina, amb 7½/11 punts. Va guanyar el Campionat d'Europa Sub-14 femení a Szombathely 1993, amb 7½/9 punts. Va guanyar el Campionat d'Europa Sub-16 femení a Herculane 1994, amb 7/9 punts.
El 1994 es proclamà Campiona del món femenina Sub-16 a Szeged, amb 7/9. Fou segona en el Campionat del món Sub-20 femení a Halle 1995 amb 9/12 punts. Va debutar en el nivell interzonal a Chisinau 1995, on quedà al mig de la taula de classificació, amb 6½/13 punts. Aquell mateix any 1995 obtingué el títol de Mestre Internacional Femení (WIM). El 1996, quan Júkova va fer el seu debut al Campionat d'Ucraïna femení, tenia 16 anys, i era la dona més jove de les participants. Empatà als llocs 1r-2n amb 6/10 punts. El 1997 obtingué el títol de Gran Mestre Femení (WGM).

### Olímpica des dels 17 anys
La seva impressionant sèrie de resultats a tan curta edat va fer que fos seleccionada per representar l'equip nacional d'Ucraïna, començant el 1996. Júkova ha participat, representant Ucraïna, en set Olimpíades d'escacs femenines, entre els anys 1996 i 2008 (amb un total de 43 punts de 75 partides, un 57,3%). A l'edició de 1996 hi participà com a Mestre Internacional Femení (WIM), i a partir de 1998 com a Gran Mestre Femení (WGM). Ha obtingut un total de tres medalles, dues per equips (or el 2008 i argent el 2006), i una d'individual, d'argent, per la seva actuació al segon tauler en l'edició de 2008.
- Erevan 1996, tauler 4, +5 =4 -2
- Elistà 1998, tauler 1, +3 =3 -4
- Istanbul 2000, tauler 1, +3 =7 -1
- Bled 2002, tauler 1, +3 =5 -3
- Calvià 2004, tauler 1, +1 =8 -3
- Torí 2006, tauler 1, +5 =5 -0
- Dresden 2008, tauler 2, +5 =4 -1

A finals del 2013 va jugar el Campionat d'Europa per equips al quart tauler de la selecció ucraïnesa, que va guanyar la medalla d'or.

## Altres resultats destacats en torneigs
Júkova ha protagonitzat diversos resultats excel·lents en torneigs internacionals. Empatà als llocs primer-segon a Belgrad 1998 amb 6/9 punts. Va guanyar el Torneig del Festival de la Dona de Groningen el 1998, amb 7/10 punts. El 1999 va guanyar la Copa de la UE per la Dona a Nova Gorica amb 5½/7. Fou segona al Zonal femení d'Alushta de 1999 amb 6½/9 punts. El 2000 va guanyar el I Campionat d'Europa (femení) a Batumi, amb 13/19 punts. El 2015 repetí el títol, i es proclamà campiona d'Europa individual femenina, a Geòrgia, per davant de Ninó Batsiaixvili i Alina Kaixlínskaia.
El 2019 es proclamà Campiona femenina d'Ucraïna, a Lutsk.